# Bulgarisches Exarchat

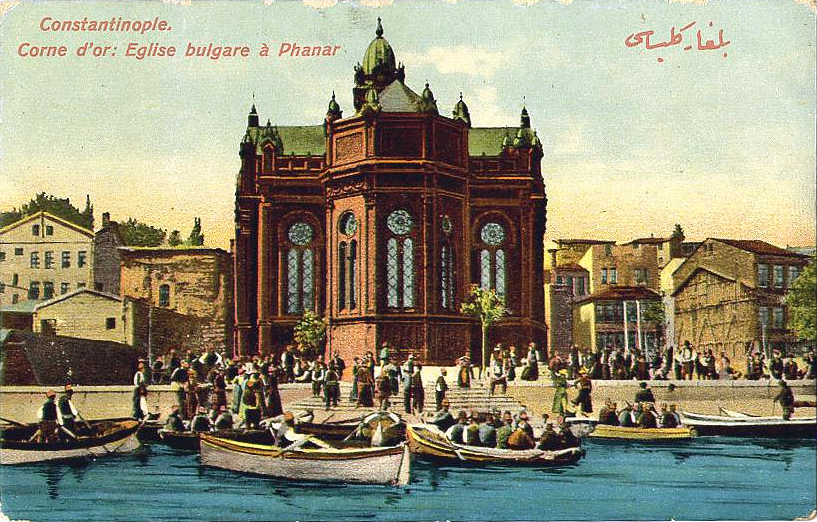
Die Kathedrale Sankt Stefan im heutigen Istanbul (frühes 20. Jahrhundert).

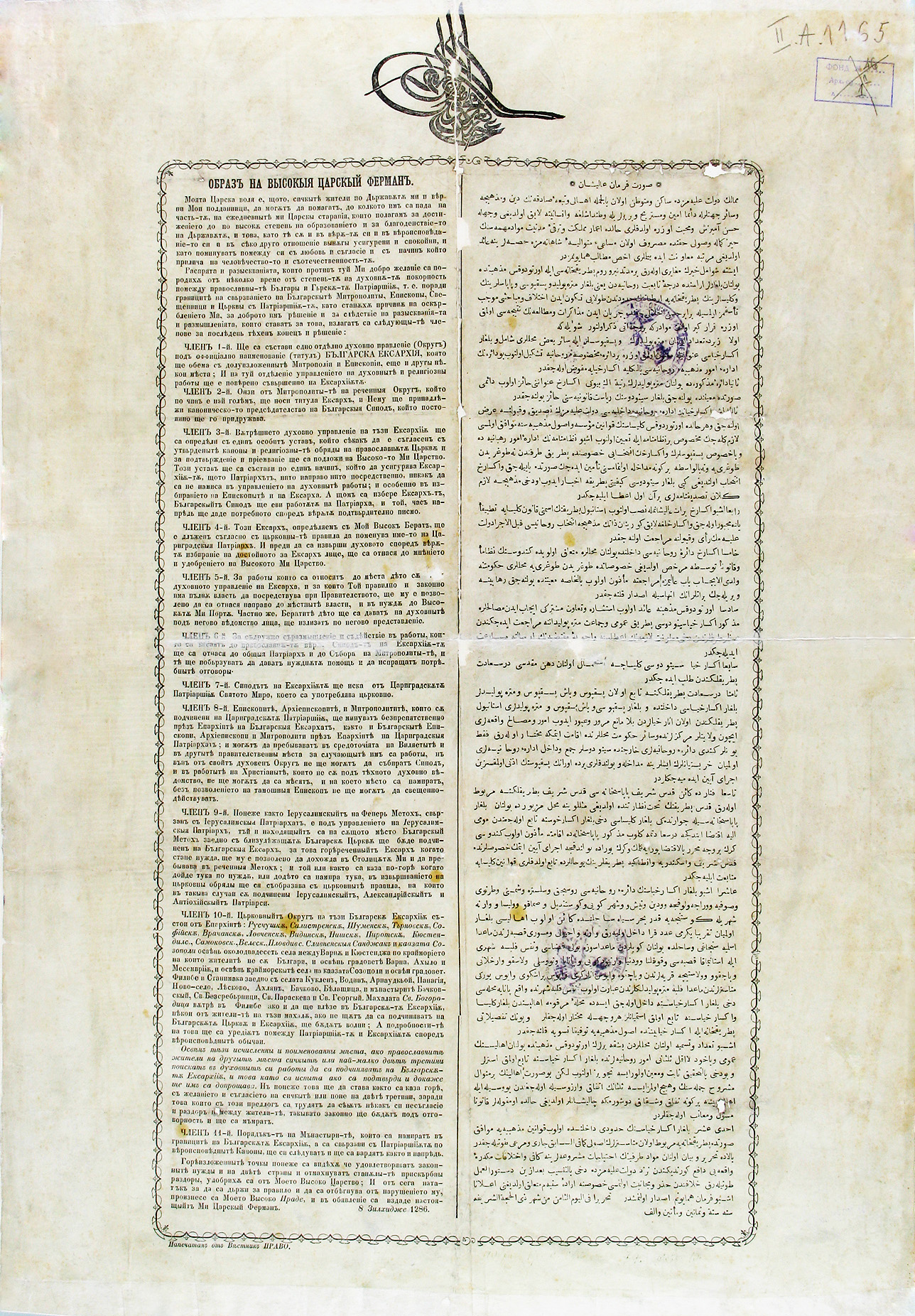
Der Ferman zur Errichtung des Exarchats

Das Bulgarische Exarchat (bulgarisch Българска Екзархия) war eine unabhängige kirchliche Organisation in Bulgarien und im Osmanischen Reich, die aufgrund des Fermans zur Errichtung des Bulgarischen Exarchats von Sultan Abdülaziz, dem Herrscher des Osmanischen Reichs, am 28. Februar 1870 errichtet wurde. Dadurch erhielt die Bulgarisch-Orthodoxe Kirche nach einer Jahrhunderte andauernden osmanischen Herrschaft ihre, wenn auch begrenzte, Unabhängigkeit zurück. Das bulgarische Exarchat war eine Kirchenorganisation, die die religiösen Belange der Bulgaren selbst regeln sollte und nur dem Sultan unterstellt war. Zusätzlich regelte sie nach dem osmanischen Millet-System Belange des täglichen Lebens und das Schulwesen. Die Grenzen der Diözesen wurden im Artikel 10 des Fermans festgelegt. Sitz des bulgarischen Exarchen wurde die Sankt-Stefan-Kathedrale im Istanbuler Stadtviertel Fener.
Die Einrichtung des bulgarischen Exarchats war eine Vorstufe zur Erringung der nationalen Unabhängigkeit Bulgariens. Sie ermöglichte die Abhaltung von Gottesdiensten in bulgarischer Sprache und die Besetzung von zuvor fast ausschließlich durch Griechen verwalteten Bischofssitzen durch Bulgaren.

## Vorgeschichte
Die Errichtung des Exarchats war eine Folge der bulgarischen Emanzipationsbewegung (Bulgarische Wiedergeburt), die schon im 18. Jahrhundert eingesetzt hatte. Einige der maßgebenden Personen waren Paisi Hilendarski, Sophronius von Wraza, der Verleger Alexander Exarch (Alexander Stoilow), Neofit Bozweli, Neofit Rilski, Ilarion Makariopolski, Najden Gerow und Petko Slawejkow.
Als erster Schritt wird der 1824 erfolgte Versuch, den Bischof von Wraza zu ersetzen, angesehen. Weitere Schritte in diese Richtung taten die Einwohner von Samokow (1829) und Skopje (1825), indem sie zum Ostergottesdienst die griechischen Priester vertrieben und das Ökumenische Patriarchat von Konstantinopel um eine Weihe von einheimischen Kandidaten ersuchten. Als Antwort entsandte jedoch der Konstantinopeler Patriarch erneut Griechen. Die Bestrebungen unterstützte auch bald die Eparchie von Tarnowo, wo unter anderem Ilarion Makariopolski und Neofit Bozweli tätig waren. Ein 1839 unter dem Druck der europäischen Mächte von Sultan Abdülmecid I. erlassenes Reformdekret änderte jedoch nichts, im Gegenteil, es verstärkte das Streben nach einer Selbstständigkeit in der kirchlichen Frage. In Widin gab 1840 die Hohe Pforte dem Druck der lokalen Bevölkerung nach und schickte auf Empfehlung des örtlichen Gouverneurs den Diakon Dionys nach Istanbul, doch er starb vor der Bischofsweihe.
1844 verfassten Bozweli und Makariopolski ein Schreiben, in dem sie die Hohe Pforte unter anderem um Erlaubnis für die Einsetzung von vom bulgarischen Volk gewählten Bischöfen, Abhaltung der Liturgie auf Bulgarisch, Wahl eines bulgarischen Vertreter in der Regierung, oder die Errichtung einer bulgarischen Kirche in Istanbul forderten. Als Reaktion und vor allem auf Druck des Ökumenischen Patriarchen wurden die beiden Priester in das Hilandar-Kloster in der Mönchsrepublik Athos verbannt. Dort starb Neofit Bozweli im Jahre 1848.
Erste Erfolge in der Errichtung einer eigenen Kirche konnte die in Istanbul lebende bulgarische Kolonie aufweisen. 1848 schrieb Stefan Bogoridi, ein hoher osmanischer Politiker bulgarischer Abstammung, eine Bittschrift an den Sultan, in der er erneut um die Erlaubnis bat, eine bulgarische Kirche in Istanbul zu errichten, in der die Liturgie auf Bulgarisch und von bulgarischen Priestern abgehalten werden soll. 1849 gestattete ihm Sultan Abdülmecid I. in einem Ferman die Errichtung der bulgarischen Kapelle »Sweti Stefan«. Ein weiterer Ferman von 1850 legalisierte die dortigen zahlreichen bulgarischen Gemeinden und erkannte die Bulgaren erstmals als eine Nation innerhalb des Osmanischen Reiches an.
In der Kirche »Sweti Stefan« vollzog Bischof Ilarion Makariopolski an 3. Apriljul. / 15. April 1860greg. beim Ostergottesdienst einen demonstrativen Akt, indem er die liturgisch vorgeschriebene Namensnennung des Konstantinopeler Patriarchen unterließ und stattdessen im Gebet »des Ganzen orthodoxen Episkopats« gedachte. In den kirchlichen Kanones wurde dieser Akt mit der Nichtanerkennung des kirchlichen Oberhauptes, des Konstantinopeler Patriarchen, gleichgesetzt. Auch in Bulgarien folgten zahlreiche Geistliche seinem Beispiel und sagten sich damit faktisch vom Ökumenischen Patriarchat ab. Aus diesem Grund wurde Ilarion Makariopolski erneut (1861–1864) mit weiteren Priestern in das Hilandar-Kloster verbannt.
Auch in die sich parallel entfaltende nationale Befreiungsbewegung wurde durch kirchliche Würdenträger unterstützt. Maßgeblich beteiligten sich Klöster und Geistliche, wobei für die letzteren das geistliche Gewand kein Hinderungsgrund war, selbst die Waffe zu ergreifen, um für die nationale Freiheit zu kämpfen. So etwa tat es auch der Mönchsdiakon Ignatij, indem er seit 1868 eine Reihe von Revolutionskomitees (siehe Innere Revolutionäre Organisation) gründete und bewaffnete Einheiten organisierte, denen auch Priester und Mönche angehörten. Bekannt wurde er unter dem Namen Wasil Lewski. Etwa 1870/1871 schuf er das Statut des Bulgarischen revolutionären Zentralkomitees (BRZK). Er selbst leitete vom Trojan-Kloster aus eines der Komitees, bevor er in die Hände der Türken fiel.
In den Jahren 1868 bis 1869 entwarf Gawril Krastewitsch im Auftrag der osmanischen Regierung mehrere Projekte für eine unabhängige bulgarische Kirche. Alle Projektvorschläge wurden vom Ökumenische Patriarch verworfen. Schließlich diente ein Projekt von Krastewitsch für den Ferman (Dekret) von Sultan Abdülaziz vom 28. Februar 1870 über die Wiedererrichtung Errichtung der Bulgarisch-Orthodoxen Kirche in Form eines Exarchats. Krastewitschs Projekt umfasste die makedonische und einen Teil der thrakischen Diözesen. Im endgültigen Text des Fermans wurden diese Diözesen auf Drängen des ökumenischen Patriarchats von Konstantinopel vom Exarchat abgetrennt, obwohl Artikel 10 ein Plebiszit der lokalen Bevölkerung für den Betritt vorsah.

## Errichtung des Exarchats

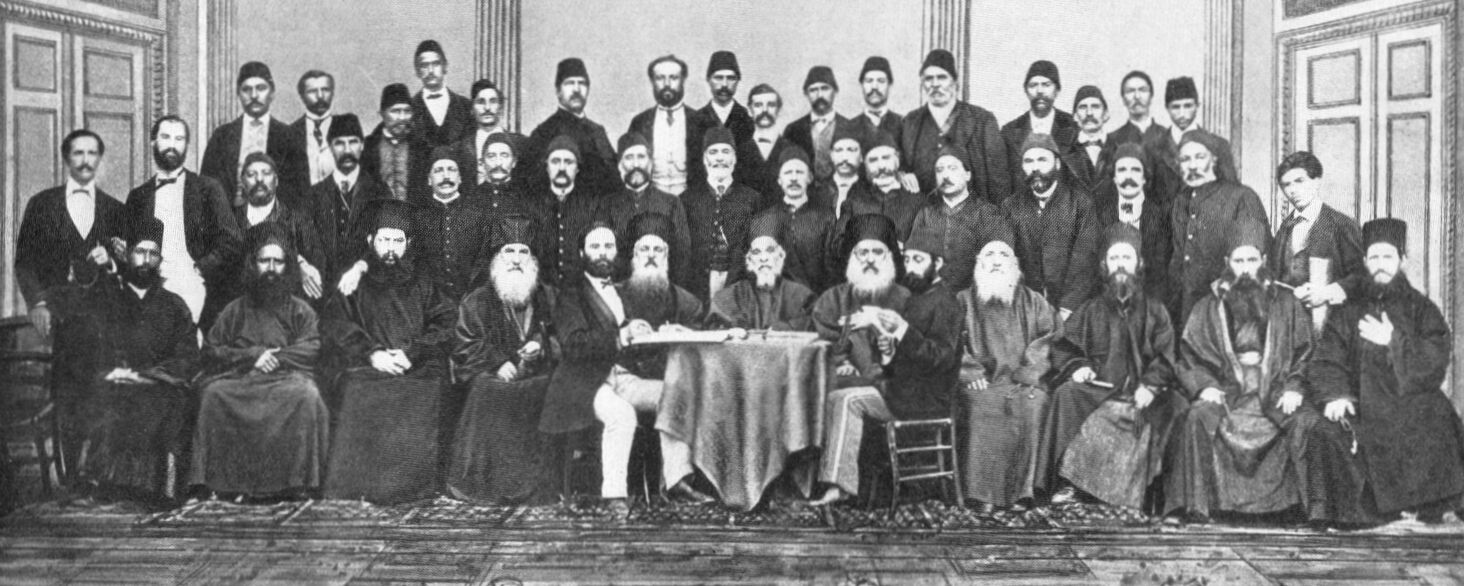
Das Kirchenkonzil von 1871

Durch die Gründung des bulgarischen Exarchats sicherte man der bulgarischen Kirche eine gewisse Autonomie zu, jedoch musste, nach Artikel 3. der Fermans von 1870, der von den Bulgaren gewählte Exarch vom Sultan und vom Patriarchen bestätigt werden. Der Exarch hatte nach Artikel 4 den Namen des Patriarchen im Gottesdienst zu nennen und sollte nach Artikel 7 weiterhin das Myron (Salböl) vom Patriarchen entgegennehmen.
Weniger als zwei Wochen später, traf am 13. März eine Versammlung von 39 gewählten Vertreter der Konstantinopeler Bulgaren zu einem provisorischen Rat zusammen, die zehn Personen aus ihren Reihen auswählte. Gemeinsam mit fünf bulgarische Bischöfen des ökumenischen Patriarchats bildeten sie die erste Synode, welche die Verwaltung des Exarchats und die Ausarbeitung des Statuts übernahm. Der Rat und die Synode tagten im Stadtteil Ortaköy, wo eine zehnmonatige Diskussion über den von Gawril Krastewitsch ausgearbeiteten Statutenentwurf, welcher die Basis für den Sultansferman wurde, begann. Auf dessen Basis erarbeiteten sie einen Vorschlagstatut für die eigentliche Heilige Synode (Vertretern von Klerus und Laien) zur Verabschiedung des Exarchatsstatuts (устав ustaw). Als problematisch erweisen sich die Fragen der Wahl und Wiederwahl bzw. der Lebenszeit des Amtes des Exarchen und der Einkünfte der niedrigen Priester.
Eine weitere Hauptfrage, die auf die vorbereitenden Tagungen diskutiert wurde, war, ob die Teilnahme von Delegierten an der Heilige Synode aus den so genannten umstrittenen Diözesen, diejenigen die nicht in den Grenzen des Sultansferman explizit erwähnt wurden, rechtmäßig und angemessen war. Sie wurden zunächst nicht zum Konzil eingeladen. Bei den Vorbesprechungen sprach sich die Tarnowo-Rousse-Gruppe um Ilarion Makariopolski gegen deren Aufnahme aus, da dies die osmanischen Behörden irritieren würde. Gleichzeitig führten die Diskussionen sowohl in den Diözesen als auch bei der Mehrheit der bulgarischen Kirchengemeinde in Konstantinopel zu großem Aufruhr; die provisorische Synode lud nun auch Delegierte aus den umstrittenen Diözesen in Makedonien und Thrakien ein, um die Situation in ihnen zu erklären. Ihre Teilnahme wurde von Krastewitsch und Todor Kuschew, der selbst aus Prilep stammte, befürwortet. Kuschew zufolge waren die makedonischen Bulgaren von Anfang am bulgarischen Kirchenkampf beteiligt und hatten das Recht, über die Struktur des Exarchats abzustimmen, dem sie beitreten würden:

„Как да не ги приемеш сега като са дошли? Да ги изпъдим ли? Не! Народът ще ни похвали. Те са българи, затова трябва да ги приемем. Самото им дохождане показва, че са българи, и че искат да са българи; ако ни каже някой, че не са българи, ний ще кажем: ето ги, на ги“

„Wie könnt ihr sie jetzt, wo sie gekommen sind, [sie] nicht akzeptieren? Sollen wir sie hinauswerfen? Nein! Das Volk wird uns loben. Sie sind Bulgaren, also müssen wir sie akzeptieren. Allein ihr Kommen [als Vertreter der bulgarischen Kirchengemeinden] zeigt, dass sie Bulgaren sind und dass sie Bulgaren sein wollen; wenn uns jemand sagt, dass sie keine Bulgaren sind, werden wir sagen: Hier sind sie.“

Letztendlich konnten sich Krastewitsch und Kuschew durchsetzen und die umstrittenen Delegierten wurden zum Rat zuzulassen, damit er als eine Vertretung aller Bulgaren die Statuten der neuen Kirchenorganisation erarbeiten konnte.
Ein Jahr später, trat am 23. Februar Anfang 1871 trat in Konstantinopel die Synode zusammen. Die Synode bestand aus 39 Leien und 11 Vertreter des Klerus und war in ihrer Ansichten für den Aufbau der Kirch zweigeteilt. Die Moderaten (oder Jungen) suchten einen demokratischen Aufbau einer Kircheninstitution die näher am Volke ist und eine wichtige Rolle im nationalen Freiheitskampf einnehmen sollte. Die Alten (auch Weißen genannt) vertraten eine konservative Linie und suchten die Nähe des Kirchenkanons bestehender orthodoxen Kirchen im osmanischen Reich, welches jedoch nicht die Interessen der Mehrheit des Volkes entsprach. Als Sprachorgan der Ersten galt die von Petko Slawejkow herausgegebene Zeitung Makedonija, der Konservativen die Zeitung Prawo.
Am 31. Januarjul. / 12. Februar 1872greg. wählte das Kirchenkonzil den Metropolit (Bischof) der Diözese Lowetsch Ilarion I. zum Exarchen. Als er jedoch nicht vom Ökumenischen Patriarchen bestätigt wurde, trat die Synode erneut zusammen und einigte sich auf einen neuen Kandidaten, der dann auch vom Patriarchen akzeptiert wurde. Am 4. Februarjul. / 16. Februar 1872greg. wählte das Konzil den Metropoliten von Widin Antim I. zum ersten bulgarischen Exarchen.

## Grenzen des Exarchats

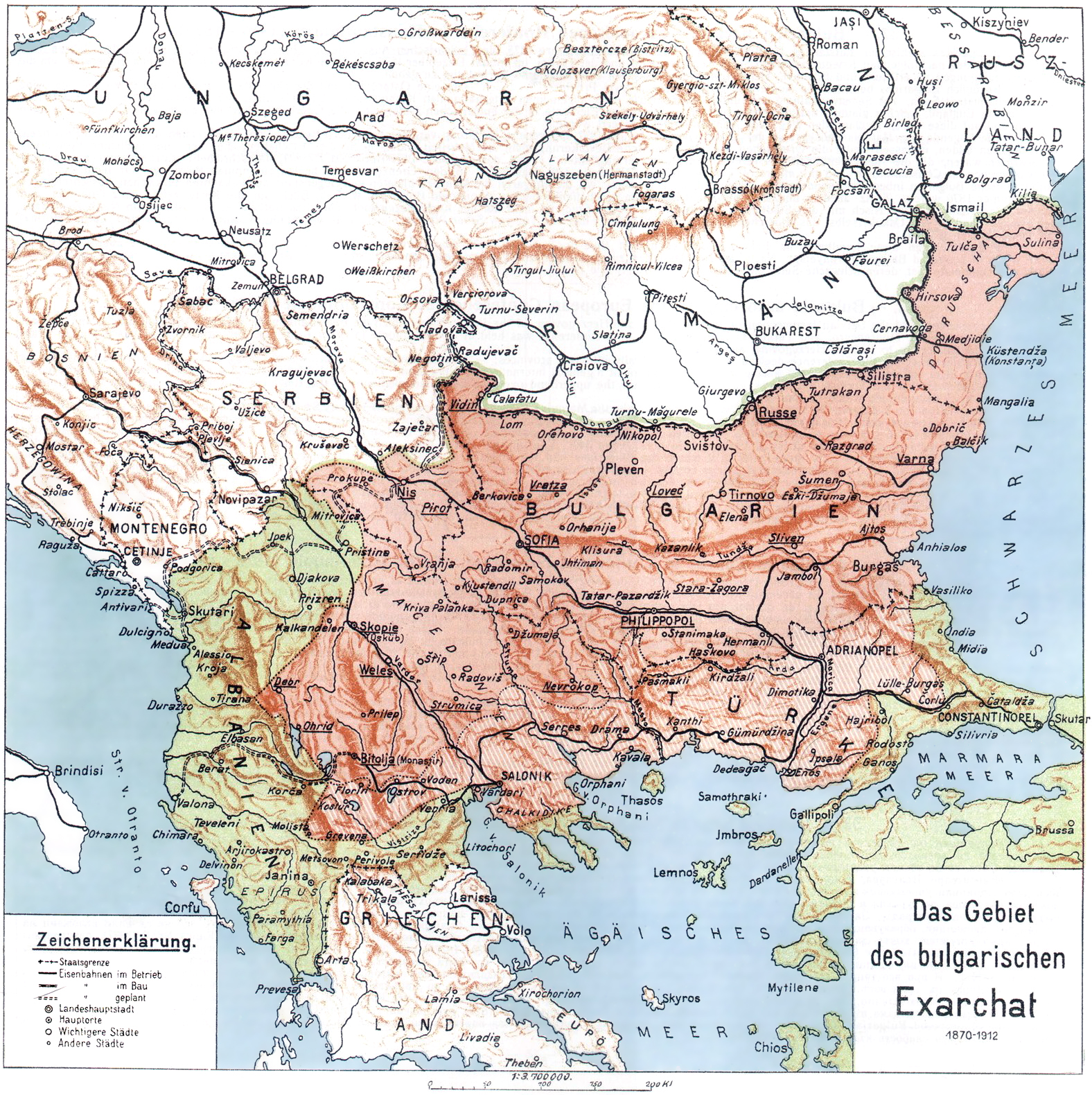
Das Gebiet des bulgarischen Exarchats

Bis zu den Balkankriegen 1912/1913 umfasste das bulgarische Exarchat 23 Eparchien (Diözesen) in Bulgarien, Thrakien und Mazedonien:
Widin, Wraza, Lowetsch, Weliko Tarnowo, Russe, Silistra, Warna und Preslaw, Sliwen, Stara Sagora, Plowdiw, Sofia, Samokow, Kjustendil, Skopje, Debar, Bitola, Ohrid, Veles, Strumiza und Newrokop. Weitere Gebiete konnten nach Artikel 10 des Fermans von 1870 hinzugefügt werden, wenn dort die bulgarische Bevölkerung eine 2/3-Mehrheit der Gesamtbevölkerung darstellte. Die Leiter der Eparchien, die Metropoliten (Erzbischöfe) wurde durch einen Erlass des osmanischen Sultans, ein so genannter Berât eingesetzt.
In 8 Eparchien konnte aufgrund des Drucks der griechischen und serbischen Bevölkerungsteile, die dem Patriarchat von Konstantinopel angehörten, nur ein bulgarischer Geistlicher die kirchlichen Interessen vertreten. Die Errichtung der Diözesen in den makedonischen Ohrid, Veles, Bitola, Newrokop und Skopje, abgesichert durch Sultansberate, erfolgte jedoch erst 1890, als Folge der gemäßigter Politik gegenüber dem Osmanischen Reich des bulgarischen Ministerpräsidenten Stefan Stambolow. Bis zu diesem Zeitpunkt konnte das Patriarchat von Konstantinopel dieses verhindern.

## Weitere Geschichte
In den ersten Jahren war die bulgarische Kirche fast ohne jede gebildete nationale Geistlichkeit und besaß sehr wenige Gotteshäuser. Noch vor der Befreiung Bulgarien wurde 1874 im Peter und Paul Kloster bei der Stadt Ljaskowez die erste theologische Schule eröffnet. Das Exarchat eröffnete weiter 1885 eine Priesterschule in Prilep, die 1886 nach Ohrid verlegt wurde. Eine geistliche Schule entstand 1883 in Adrianopel, wurde 1893 als geistliches Seminar nach Konstantinopel und 1915 nach Plowdiw verlegt. 1895 wurde eine weitere geistliche Schule in Samokow eröffnet, die bald als geistliches Seminar nach Sofia verlegt wurde.
Die Errichtung des bulgarischen Exarchats und insbesondere eines bulgarischen Schul- und Bildungssystems führte aber auch zu schweren Spannungen mit dem bis dahin bestimmenden, griechischen Patriarchat von Konstantinopel. Am 11. Maijul. / 23. Mai 1872greg., am Kyrill und Method Gedenktag, erklärte der Exarch Antim I. in der bulgarischen Kirche in Konstantinopel die Unabhängigkeit von dem Ökumenischen Patriarchat. Als Antwort darauf erklärte das Konstantinopeler Patriarchat auf einer Synode im Jahr 1872 das Bulgarische Exarchat für schismatisch und bezichtigte es der Häresie des Phyletismus. Zudem wurde der bulgarischen Kirche vorgeworfen, dass sie in Gestalt des in Konstantinopel residierenden Exarchen den unkanonischen Zustand herbeiführe, dass zwei Bischöfe in ein und derselben Stadt amtierten.
Die in den darauffolgenden Jahren sich entfaltende nationale Befreiungsbewegung wurde auch kirchlicherseits unterstützt. So sind mehr als vierzig Namen von Geistlichen bekannt, die am misslungenen Aufstand von Stara Sagora 1875 teilnahmen. Auch an der Vorbereitung und Durchführung des Aprilaufstands von 1876 war eine ganze Reihe von Klöstern beteiligt.

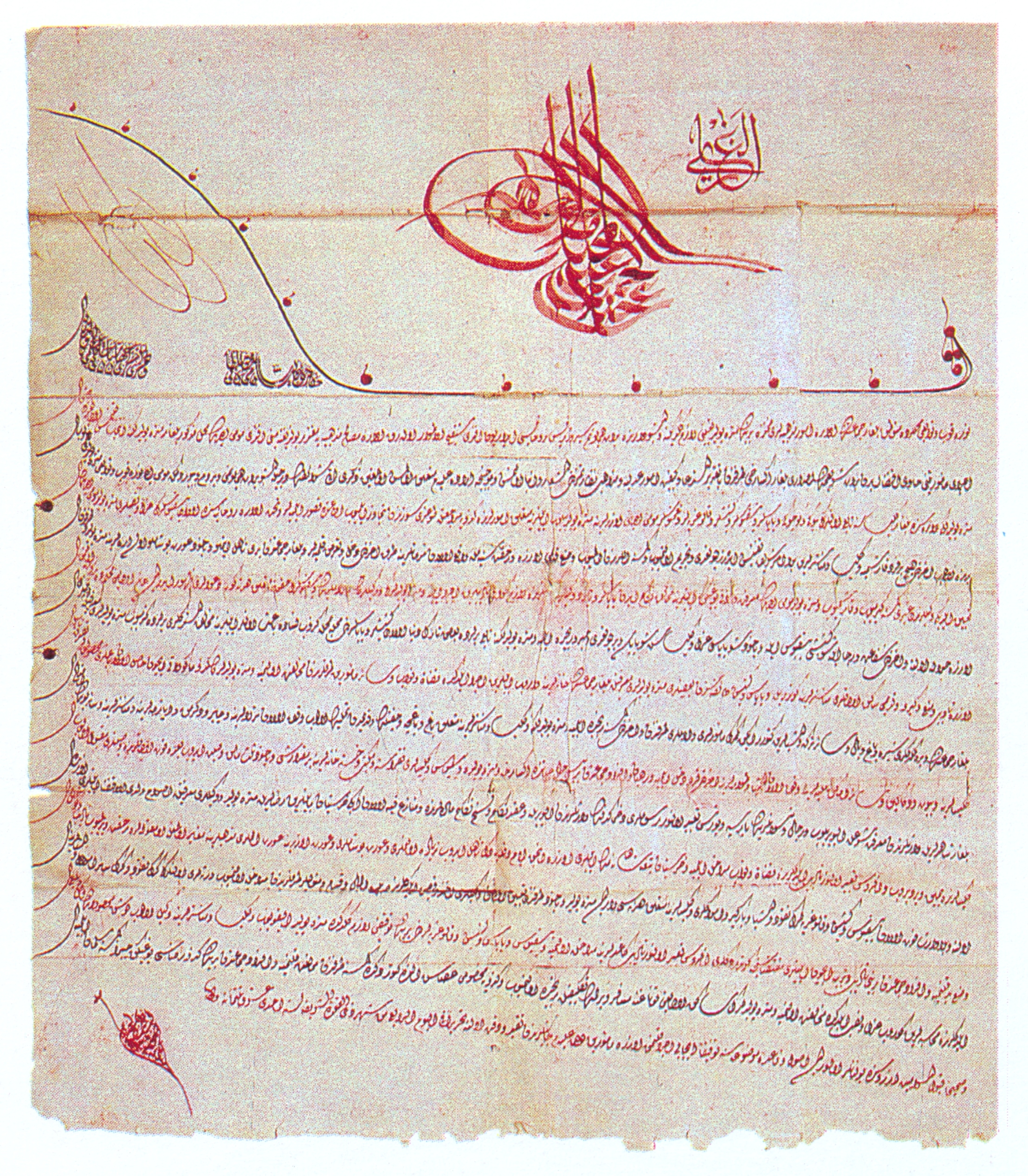
Ernennungsurkunde (Berât) für Ilarion, Metropolit von Nevrokop (1894)

Auch Exarch Antim I. trat entscheidend für die Interessen seines Volkes ein. So überreichte er den Gesandten der Großmächte in Konstantinopel mehrere Denkschriften über türkische Gewalttaten. Auch während der internationalen Konferenz von Konstantinopel 1876/1877 versuchte er mehrmals auf die Rechte des bulgarischen Volkes hinzuweisen. Dieses Auftreten und seine prorussische Haltung kostete ihn vor dem Russisch-Osmanischen Krieg den Exarchenthron. Am 12. Apriljul. / 24. April 1877greg. wurde er entthront und nach Kleinasien in die Verbannung geschickt, weitere bulgarische Bischöfe anathematisiert. Anstelle Antims wurde am 22. Apriljul. / 4. Mai 1877greg. der damaligen Metropolit von Lowetsch zum Exarch Josef I.
Nach dem Berliner Vertrag hatte Russland beschlossen, den Sitz des Exarchats von Konstantinopel in die befreiten Gebiete zu verlegen. Auf Druck von Fürst Dondukow-Korsakow, Leiter der Provisorischen russischen Verwaltung in Bulgarien, war der Exarch Josef I nach Plowdiw gereist und hatte den Status und die Existenz der bulgarischen kirchlichen und Bildungseinrichtungen in dem verbliebenen Teil des osmanischen Reiches in Makedonien und Thrakien in Frage gestellt. Im Sommer 1879 reiste Archimandrit Methodius Kusew nach Konstantinopel, um den russischen Absichten entgegenzuwirken. Auf seine Initiative hin hatten die Vertreter der Bulgaren aus Makedonien zur Rückkehr des Exarchen aufgerufen und gedroht, dass andernfalls die Bevölkerung erneut die Union mit der katholischen Kirche suchen würde (→ Bulgarisch-katholische Kirche). Die Bedrohung hatte sich nicht gegen den Exarchen gerichtet, sondern gegen die russische Diplomatie, und hatte darauf abgezielt, die Stärkung des griechisch dominierenden ökumenischen Patriarchat in Makedonien und Thrakien zu verhindern.
Als Ergebnis dieser Maßnahmen und eines persönlichen Ultimatums von Methodius im Januar 1880 kehrte der Exarch Josef mit der Zustimmung Russlands nach Konstantinopel zurück. Unmittelbar danach wurde die Initiative zur Union mit der katholischen Kirche eingestellt. Methodius wurde zum Protosingel des Exarchats ernannt, eine Position, die er in den nächsten sechs Jahren innehatte. Von 1881 bis 1883, während der Exarch sich im Ausland zur Behandlung aufhielt, verwaltete Methodius vorübergehend das Exarchat, arbeitete für die Anerkennung der bulgarischen kirchlichen Gemeinden im Osmanischen Reich, deren Funktionen während des Russisch-Türkischen Krieges ausgesetzt worden waren, und legte den Grundstein für ein flächendeckendes bulgarisches Bildungswesen in den makedonischen und thrakischen Eparchien.
Nach der Befreiung Bulgariens 1878 teilte das Exarchat seine Aufgaben. Während der Exarch in Konstantinopel weiter für die Gebiete Ostrumeliens und Makedoniens zuständig war, war die Heilige Synode für das nach dem Berliner Kongress erschaffene Fürstentum Bulgarien zuständig. In der von der konstituierenden Volksversammlung 1879 verabschiedeten Verfassung von Tarnowo bezeichnet die Bulgarisch-Orthodoxe-Kirche (BOK) als vorherrschende Kirche, die Heilige Synode als oberste geistliche Gewalt der BOK (Artikel 38 und 39).
Durch die Niederlagen und territorialen Einbußen Bulgariens im 2. Balkankrieg und im Ersten Weltkrieg wurde das Exarchat auf die nationalen Grenzen Bulgariens verkleinert. Die nationalen Strömungen »Russophilie« (pro-russisch) und »Russophobie« (pro-westlich) fanden sich auch in den Reihen der Würdenträger. In den innerkirchlichen Konflikten versuchten sich die beiden Gruppen gegenseitig auszuspielen, um eine größere Einflussnahme in der Bevölkerung zu erziehen. Durch diese internen Konflikte gelang es der kirchlichen Synode zwischen 1915 und 1953 nicht (mit einer Ausnahme von Exarch Stefan I.) einen Exarchen zu bestimmen. In diesem Zeitraum regierten die Vorsitzenden der kirchlichen Heiligen Synode als Oberhaupt des Exarchats, jedoch nicht in dem Rang eines Exarchen.
Als erste orthodoxe Kirche nahm die Rumänische 1922 die volle sakramentale Gemeinschaft mit der Bulgarisch-Orthodoxen Kirche auf, was einer Anerkennung gleichgesetzt wird. Die anderen folgten nach. 1945 hob der Ökumenische Patriarch das 1872 erklärte Schisma nach Druck der russisch-orthodoxen Kirche auf. Wegen interner Konflikten konnte aber erst 1953 nach der Wahl von Kiril der Rang des Exarchen in den eines Patriarchen erhoben werden.
Das Bulgarische Exarchat ging 1953 in dem wiederhergestellten selbstständigen Bulgarischen Patriarchat auf.

## Exarchen
- Ilarion I. (12. Februar – 16. Februar 1872)
- Antim I. (16. Februar 1872 – 24. April 1877)
- Josef I. (24. April 1877 – 20. Juni 1915)
- Stefan I. (21. Januar 1945 – 6. September 1948)

- Liste der Exarchen und Vorsitzenden des Bulgarischen Exarchats